# Безуглов Анатолій Іванович
Анатолій Іванович Безуглов (нар. 11 липня 1937, місто Ворошиловград, тепер Луганськ — 9 жовтня 1987, місто Ворошиловград, тепер Луганськ) — український радянський діяч, слюсар-інструментальник виробничого об'єднання «Ворошиловградтепловоз» Ворошиловградської (Луганської) області. Депутат Верховної Ради СРСР 9—11-го скликань.

## Біографія
Народився в родині робітника Ворошиловградського паровозобудівного заводу.
Освіта середня. Закінчив семирічну школу і ремісниче училище при Ворошиловградському паровозобудівному заводі.
У 1953—1957 роках — слюсар-інструментальник холодноштампувального цеху Ворошиловградського паровозобудівного (тепловозобудівного) заводу.
У 1957—1960 роках — служба в Радянській армії.
З 1960 по 1987 рік — слюсар-інструментальник холодноштампувального цеху Луганського (Ворошиловградського) тепловозобудівного заводу імені Жовтневої революції (потім — виробничого об'єднання «Ворошиловградтепловоз») Ворошиловградської (Луганської) області.
Раптово помер 9 жовтня 1987 року.

## Нагороди та відзнаки
- орден Трудового Червоного Прапора
- орден Дружби народів
- медалі
- знак «Відмінник соціалістичного змагання Міністерства важкого і транспортного машинобудування СРСР»